# Pieter Gysels
Pour les articles homonymes, voir Gysel.
Pieter Gysels (ou Peter Gijsels), baptisé le 3 décembre 1621 à Anvers où il meurt vers 1690/91, est un peintre flamand de paysages et de natures mortes.

## Biographie
Héritier des grands miniaturistes flamands, sa carrière se déroule tout entière dans sa ville natale qu'il ne quittera jamais. Orphelin dès son jeune âge, il exerce plusieurs petits métiers avant d'entrer, en 1641, comme apprenti dans l'atelier de Jan Boots. En 1649/50, il devient franc-maître de la gilde de Saint-Luc d'Anvers. En 1650, il épouse Joanna Huybrecht avec laquelle il eut six enfants.
Son style est proche de celui de Jan Brueghel de Velours dans sa composition et dans le choix du coloris mais avec une conception cependant moins naturaliste du paysage et une technique n'ayant plus la facture émaillée et méticuleuse de son modèle. Ce qui rend son travail exceptionnel, c'est l'accent qu'il met sur les effets de lumière, parfois en utilisant des couleurs très vives, ainsi que d'une technique délicate et minutieuse, en particulier dans son interprétation de l'arrière-plan. De temps en temps, Pieter Gysels réintroduit des paysages panoramiques dans ses peintures. L’artiste est également connu pour la représentation élégante de ses personnages, similaire au style de Jérôme Janssens ou bien encore de Gonzales Coques. À côté des paysages, généralement de petit format et peints sur cuivre, on lui doit également des natures mortes de gibier et d'accessoires de chasse qui s'apparentent tantôt aux œuvres de Jan Fyt, tantôt à celles de Pieter Boel ou de Jan Baptist Weenix.
Le charme de ses tableaux, ainsi que la diversité de son inspiration, font de Pieter Gysels, l'un des peintres les plus appréciés parmi la cohorte des suiveurs de Jan Brueghel de Velours.

## Œuvres
- Musée royal des beaux-arts d'Anvers :
  - 1687 : Kermesse flamande
- Musées royaux des beaux-arts de Belgique, Bruxelles :
  - Nature morte au cygne
  - La foire aux chevaux devant le vieux château de Vilvorde
- Institut d’art Städel et galerie municipale, Francfort-sur-le-Main :
  - Paysage rural avec voyageurs
- Musée de l’Ermitage,Saint-Pétersbourg :
  - Jardin
  - Paysage
- Rijksmuseum Amsterdam :
  - 1650 : Village flamand
  - 1680 : Nature morte près d'une fontaine
- Metropolitan Museum of Art, New York :
  - Carnaval d'hiver dans une bourgade flamande
- National Gallery of Art, Washington DC :
  - ca. 1675/85 : Paysage fluvial avec villages et voyageurs

### Galerie

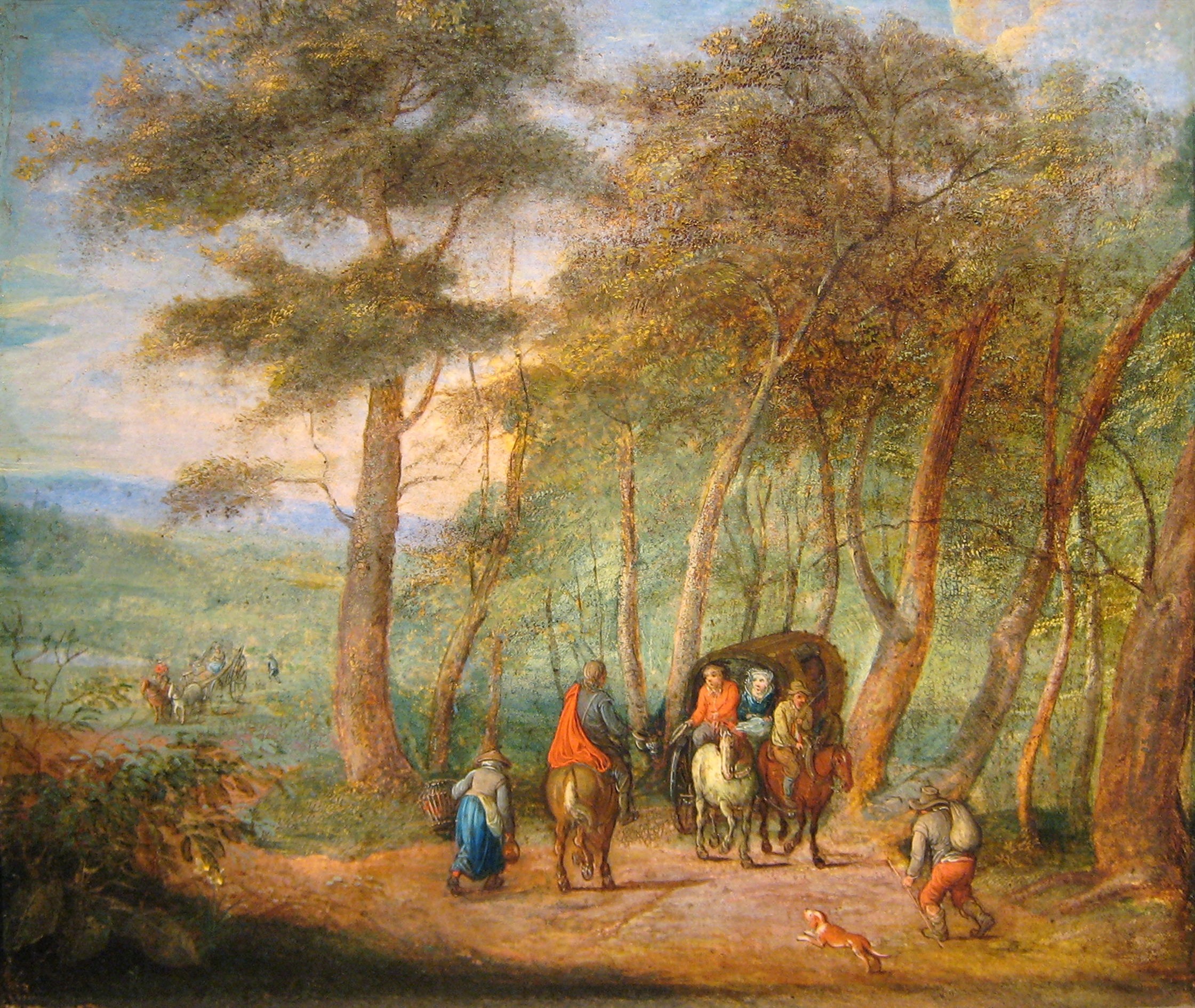
Voyageurs dans une carriole sur un chemin forestier
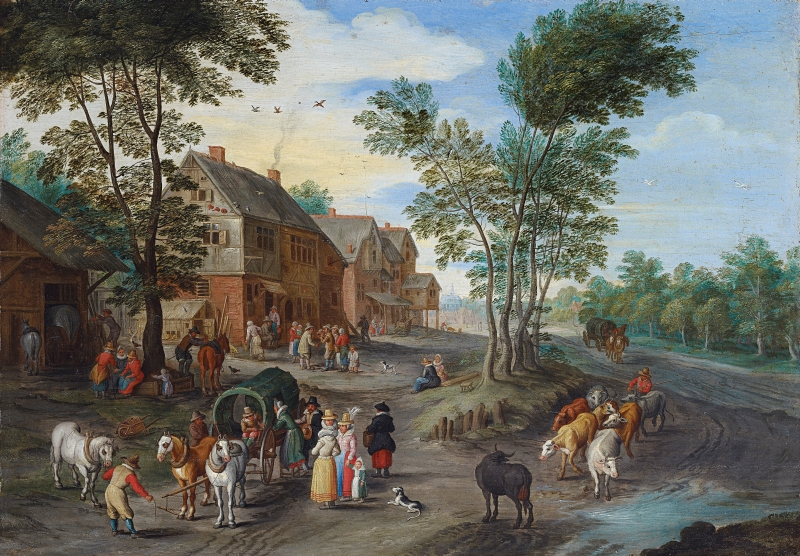
Vue de village avec groupe de voyageurs
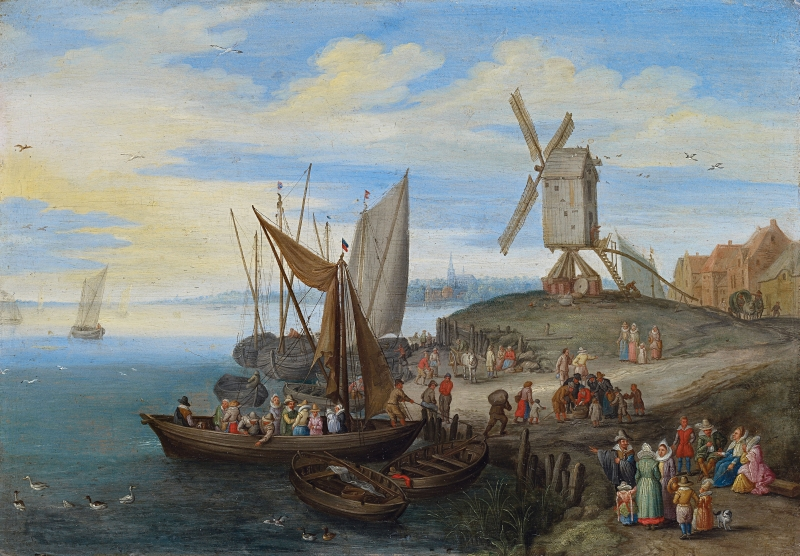
Scène portuaire avec moulin à vent et commerçants